# Akítu
Az akítu a mezopotámiai újév akkád neve, a mai asszírok ma is ezen a néven ünneplik. Az ünnep sumer eredetű.

## Sumer újév
A sumereknél a tavaszi napéjegyenlőség volt az új év kezdete, ekkor tartották az árpavetés ünnepét [á-ki-ti-še-gur{\displaystyle _{10}}-ku{\displaystyle _{5}}], ekkor kezdődött Niszannu hónap.

## Babiloni újév

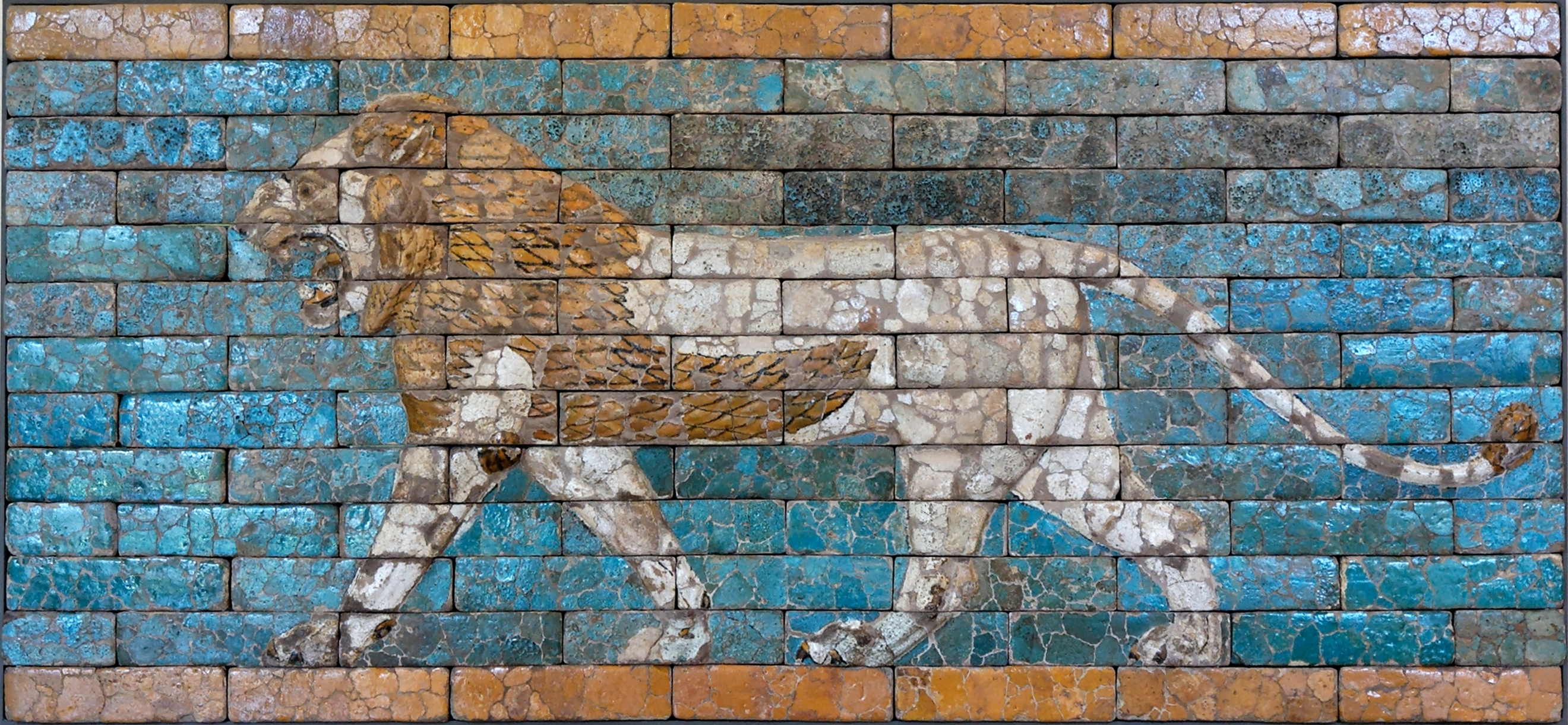
Mázas terrakotta oroszlán a Marduk-templomtól az Istár-kapun át az Akítu-templomig vezető felvonulási úton

Az ünnepség 11 napig tartott. Az első öt nap előkészületekkel – imákkal, varázslatokkal, állatáldozatokkal, és két kis faszobor kifaragásával – telt. A negyedik napon Marduk szobra előtt felolvasták a babiloni Teremtés-eposzt. Az ötödik napon Marduk temploma megtisztulási szertartáson esett át. Megérkezett a szobra által megszemélyesített Nabú isten Borszippából, a király pedig belépett az Észagilába, Marduk templomába. Ott levették róla kardját, jogarát, minden királyi jelvényét, az urigallu-pap pedig pofon ütötte, meghúzta a füleit és megparancsolta neki, hogy boruljon le Marduk előtt, és esküdjön meg, hogy nem feledkezett meg Marduk tiszteletéről, Babilon jólétéről és mindig igazságosan kormányzott. A pap ezután megvigasztalta a királyt, majd még egyszer megütötte, s ezután visszaadta a királyi jelvényeit. Ha a király könnyekre fakadt, az jó ómennek számított Babilon számára. A hatodik napon a két kifaragott faszobrot lefejezték Nabú isten előtt, és elégették. A többi város istenei ezután érkeztek meg. A kilencedik napon a király belépett Marduk szentélyébe és „megfogta a kezét”. Talán ekkor zajlott le a szent nász a király és egy papnő között. Az istenek ezután kocsira szálltak, és kimentek a felvonulási úton a várostól északra lévő akítu-templomhoz. Itt az istenek a tizedik napon ajándékokat kaptak a királytól – Nabú-naid 150 kg aranyat és 5 tonna ezüstöt adott felirata szerint. A tizenegyedik napon az istenek visszatértek az Észagilába, ahol egy lakomán vettek részt. Ezután hazatértek városaikba.
Már a középbabiloni korban, a kassziták idején egyfajta álkirályság kapcsolódott az ünnepekhez. Kiválasztottak egy rabszolgát, aki az uralkodó helyett „uralkodott” 11 napon át, majd ennek leteltével kivégezték. Ez a szakrális király rituális, szerencsehozó meggyilkolását, feláldozását helyettesítette. Ebből a szokásból alakult ki a „pünkösdi király” szokása, Rómában a saturnalia és a különböző helycserés bolondoknapja.

## Asszír újév
A babiloni újévi ünnepségeket az Asszír Birodalom idején az asszír királyok részvételével is megtartották – a helyi szokásoknak megfelelően egész Mezopotámiában, így. pl. Ninivében is megünnepelték –, az Óperzsa Birodalom idején azonban abbamaradtak, Assur és Babilon elnéptelenedett. Az asszírok túlélő utódai, kultúrájuk feltámasztása jegyében a 20. században felújították az ünnepségeket először az Amerikai Egyesült Államokban, de ma már Törökország területén is megtartják.

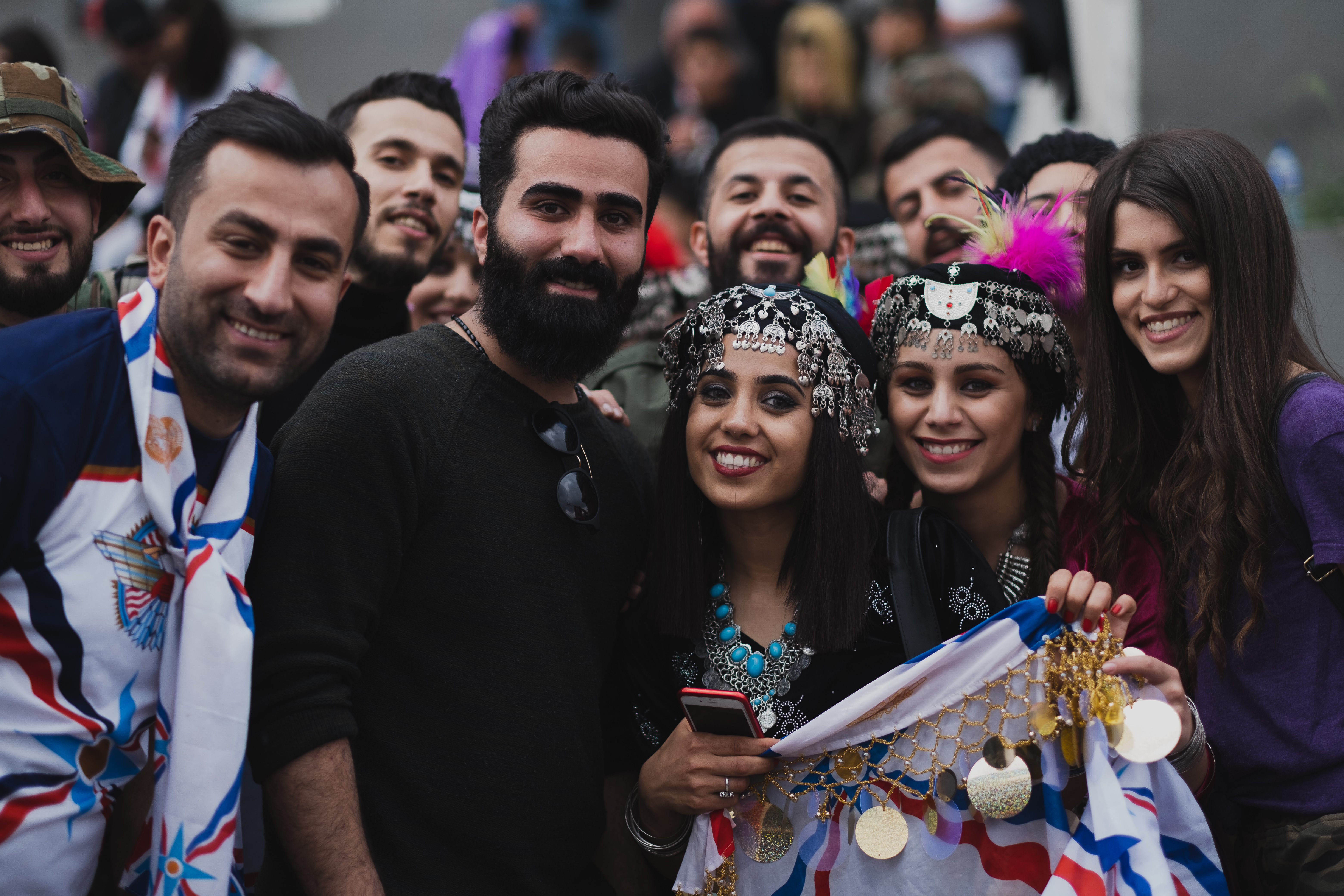
Modern kori asszírok ünneplik a 6769-es évet (2019. április elsejét).

## Fordítás
- Ez a szócikk részben vagy egészben  az   Assyrian new year című angol Wikipédia-szócikk fordításán alapul.  Az eredeti cikk szerkesztőit annak laptörténete sorolja fel. Ez a jelzés csupán a megfogalmazás eredetét és a szerzői jogokat jelzi, nem szolgál a cikkben szereplő információk forrásmegjelöléseként.